# 邹积勋
邹积勋（1938年1月—），男，北京人，生于山东烟台，中国摄影师，北京电影制片厂摄影师，中国电影家协会理事，中国电影金鸡奖最佳摄影。